# Iniciativa por La Gomera
Iniciativa por La Gomera (IxLG) es un partido político español de ámbito insular gomero, situado a la izquierda del espectro político.
El congreso fundacional se celebró los días 12 y 13 de diciembre de 2020, por iniciativa de antiguos miembros de la formación Sí Se Puede (Canarias) en La Gomera y personas independientes. 

## Objetivos e ideología
Las propuestas de la formación gomera se articulan en los siguientes ejes:
- Anticaciquismo y anticorrupción[2]

- Economía inclusiva y al servicio de quien trabaja. Intervención del sector público en la economía.
- Aumento de las partidas en gastos sociales.
- Atención a la diversidad funcional, políticas feministas y LGTBI.
- Ruralismo y defensa del sector primario.
- Desarrollo sostenible y nuevo modelo energético.
- Asamblearismo, municipalismo, transparencia, nuevos modelos de participación ciudadana.
- Antifascismo y memoria democrática
- Defensa del patrimonio cultural canario, del silbo gomero, la investigación, la ciencia y el deporte.
- Defensa del derecho de autodeterminación, anticolonialismo.
- Descentralización canaria e insularismo progresista.
- Internacionalismo, antiimperialismo, pacifismo y antirracismo.[3]

## Historia
Iniciativa por La Gomera fue creado como partido independiente en 2020 a partir de antiguos miembros y cargos electos de la formación canaria Sí Se Puede en la isla de La Gomera. Aarón Rodríguez Ramos tomó posesión de su acta como consejero del Cabildo Insular de La Gomera ese mismo año en sustitución de Rubén Martínez Carmona, que dimitió por motivos personales, e inmediatamente solicitó su paso al grupo de "no adscritos" ya como militante de Iniciativa por La Gomera, junto a la consejera Ada García Santos.
IxLG se presentará en la circunscripción insular a las elecciones autonómicas, así como a las municipales e insulares de 2023.

## Resultados electorales

### Autonómicas
| Año  | Votos | % | +/- pp | Escaños | +/- | Posición | Gobierno | Candidato             |
| ---- | ----- | - | ------ | ------- | --- | -------- | -------- | --------------------- |
| 2023 | 1320  | - | Nuevo  | 0/60    | -   | -        | -        | Aarón Rodríguez Ramos |

### Cabildo de La Gomera
| Año  | Votos | %     | +/- pp | Escaños | +/- | Posición | Gobierno | Candidato             |
| ---- | ----- | ----- | ------ | ------- | --- | -------- | -------- | --------------------- |
| 2023 | 1663  | 14,20 | Nuevo  | 2/17    | -   | -        | -        | Aarón Rodríguez Ramos |

### Municipales en La Gomera
| Año  | Votos | % | +/- pp | Escaños | +/- | Posición | Gobierno | Candidato             |
| ---- | ----- | - | ------ | ------- | --- | -------- | -------- | --------------------- |
| 2023 | 1571  | - | Nuevo  | 7/64    | -   | -        | -        | Aarón Rodríguez Ramos |